# Hoikkasaari (ö i Norra Savolax, Kuopio)
Hoikkasaari är en ö i Finland. Den ligger i sjön Iso-Jälä och i kommunen Siilinjärvi i den ekonomiska regionen  Kuopio ekonomiska region  och landskapet Norra Savolax, i den centrala delen av landet, 300 km norr om huvudstaden Helsingfors. Öns area är 0,2 hektar och dess största längd är 80 meter i öst-västlig riktning.